# Конатковецька сільська рада
| Конатковецька сільська рада — орган місцевого самоврядування у Шаргородському районі Вінницької області з адміністративним центром у с. Конатківці. Сільській раді підпорядковані населені пункти: - с. Конатківці |

## Склад ради
Рада складається з 12 депутатів та голови.

## Керівний склад сільської ради
| ПІБ                       | Основні відомості                                                             | Дата обрання | Дата звільнення |
| ------------------------- | ----------------------------------------------------------------------------- | ------------ | --------------- |
| Миронюк Григорій Іванович | Сільський голова, 1953 року народження, освіта, безпартійний                  | 26.03.2006   | 31.10.2010      |
| Миронюк Григорій Іванович | Сільський голова, 1953 року народження, освіта середня загальна, безпартійний | 31.10.2010   |                 |

Примітка: таблиця складена за даними джерела